# 芒努斯·阿尔韦德松
芒努斯·阿尔韦德松（瑞典語：Magnus Arvedson，1971年11月25日—），瑞典男子冰球运动员，场上位置是前锋。他曾代表瑞典国家队参加2002年冬季奥林匹克运动会冰球比赛，获得第5名。